# 費爾黑文 (麻薩諸塞州)
費爾黑文（英語：Fairhaven）是一個位於美國麻薩諸塞州布里斯托縣的鎮。

## 人口
根據2020年美國人口普查的數據，費爾黑文的面積為36.50平方千米，當中陸地面積為32.10平方千米，而水域面積為4.40平方千米。當地共有人口15924人，而人口密度為每平方千米436人。